# José Roberto Fortes Palau

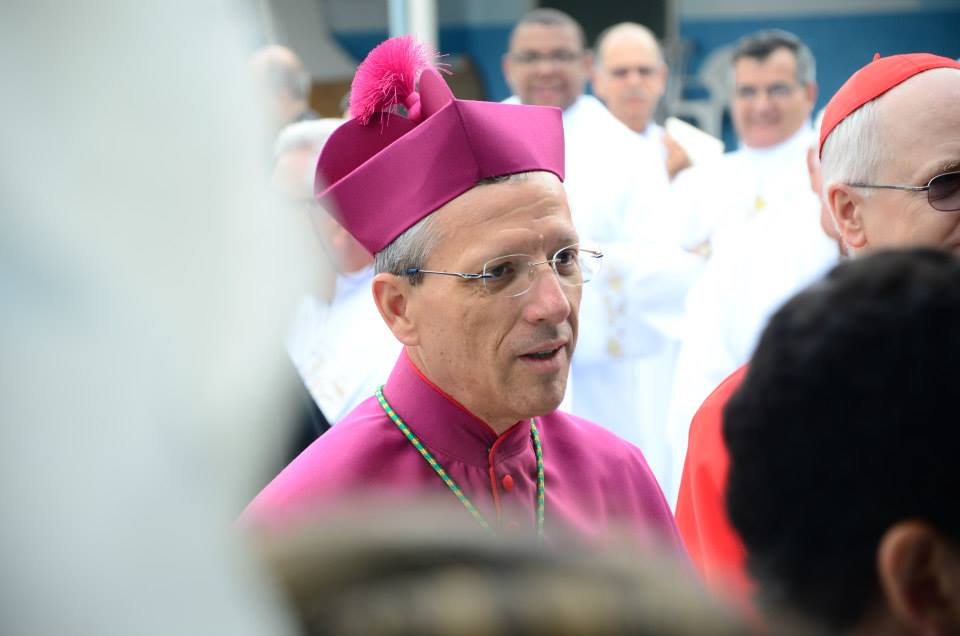
José Roberto Fortes Palau

José Roberto Fortes Palau (* 9. April 1965 in Jacareí, São Paulo, Brasilien) ist ein brasilianischer Geistlicher und römisch-katholischer Bischof von Limeira.

## Leben
José Roberto Fortes Palau studierte von 1987 bis 1992 Philosophie und Theologie in São José dos Campos und Taubaté. Er empfing am 6. Februar 1993 das Sakrament der Priesterweihe für das Bistum São José dos Campos. Dort arbeitete er in mehreren Gemeinden als Pfarrer. Über diese Tätigkeiten hinaus war Fortes von 1998 bis 2001 Koordinator für presbytale Pastoral und leitete von 2000 bis 2009 als Rektor das Theologische Seminar der Diözese. Er setzte sein Theologiestudium von 2003 bis 2007 an der Päpstlichen Katholischen Universität von Rio de Janeiro fort und schloss es mit einer Promotion ab. Im Bistum São José dos Campos bekleidete er von 2005 bis 2013 die Position des Generalvikars.
Am 30. April 2014 ernannte ihn Papst Franziskus zum Titularbischof von Acufida und bestellte ihn zum Weihbischof in São Paulo. Der Erzbischof von São Paulo, Odilo Pedro Kardinal Scherer, spendete ihm am 21. Juni desselben Jahres die Bischofsweihe; Mitkonsekratoren waren der Erzbischof von Campo Grande, Dimas Lara Barbosa, und der Erzbischof von Ribeirão Preto, Moacir Silva. José Fortes war zudem Bischofsvikar für die Region Ipiranga.
Am 20. November 2019 ernannte ihn Papst Franziskus zum Bischof von Limeira. Die Amtseinführung fand am 18. Januar des folgenden Jahres statt.